# Bartholomaeus Suawe
Bartholomaeus Suawe, auch Swawe (* August 1494 in Stolp; † 1566 in Bütow) war ein deutscher evangelischer Theologe, Bischof und Reformator.

## Leben
Suawe entstammte der begüterten Familie Schwawe und erhielt daher eine gute und umfassende Bildung. Nach dem Schulbesuch in Stolp, wo sein Vater Bürgermeister war, und des Jageteufelschen Kollegiums in Stettin soll er weiter die Schulen in Löwen und Münster besucht haben. 1509 wurde er in Leipzig immatrikuliert. Als er vom Bischof Martin von Cammin eine Vikarie in Stolp erhielt, bekam er die Mittel, um nach Italien zu gehen. Dort soll er sieben Jahre zugebracht haben. Nach seiner Rückkehr wurde er Kanonicus von St. Otten in Stettin, trat aber 1529 in den Dienst der Herzöge Georg I. und Barnim IX. (XI.).
1534 heiratete er Gertrud von Zitzewitz. Bei der Einführung der Reformation fungierte er als Kanzler des Herzogs Barnim IX. (XI.). Gemeinsam mit dem Kanzler von Pommern-Wolgast, Jobst von Dewitz, initiierte 1534 er den Treptower Landtag auf dem die Durchführung der Reformation in Pommern beschlossen wurde. Als der pommersche Reformator Johannes Bugenhagen die 1535 nachfolgenden Visitationen der einzelnen Kirchen des Landes durchführte, war er einer seiner Begleiter. Nachdem das Reichskammergericht im Namen Kaiser Karls V. die Rückgängigmachung der Reformation in Pommern gefordert hatte und Pommern mit Strafmaßnahmen der Reichsgewalt rechnen musste, führte er gemeinsam mit Dewitz die Verhandlungen im Kurfürstentum Sachsen zwecks Aufnahme Pommerns in den Schmalkaldischen Bund. Hier hatte er später die Aufgabe, Pommern auf den Bundestagen zu vertreten und musste die pommerschen Herzöge verteidigen, die sich unter den Schutz des Bundes begeben hatten, selber jedoch nur unbedeutende Beiträge leisteten.
Er verhandelte auch mit dem Bischof von Cammin, Erasmus von Manteuffel, der sich der Reformation unter Hinweis auf die Reichsunmittelbarkeit des Bistums Cammin widersetzte. Nach dem Tode Manteuffels wählte ihn das Domkapitel am 12. April 1545 zum Bischof. Als solcher kam er den Herzögen weit entgegen, verzichtete am 12. Oktober 1545 im Vertrag von Köslin auf die Reichsunmittelbarkeit seines Bistums und nahm die Treptower Ordnung an. Das vom Kaiser dem Lande aufgezwungene Augsburger Interim machte seine Arbeit zunichte. Am 1. August 1549 legte er sein Amt nieder, um den Weg freizumachen für einen von Kaiser und Herzögen gewählten Nachfolger, blieb aber als „alter Bischof“ im Rat des Herzogs. Bis 1560 verwaltete er noch das Amt Bütow, dann zwangen ihn Krankheiten sich von den Geschäften zurückzuziehen.